# Nikola Šainović

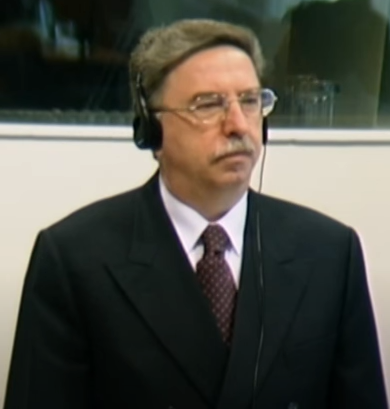
Nikola Šainović, 2012

Nikola Šainović (serbisch-kyrillisch Никола Шаиновић; * 7. Dezember 1948 in Bor, Serbien) ist ein serbischer Politiker. 1993/94 war er Ministerpräsident von Serbien (damals noch ein Teil der Bundesrepublik Jugoslawien), danach bis 2000 stellvertretender Ministerpräsident der Bundesrepublik Jugoslawien.

## Leben
Šainović schloss 1977 sein Chemie-Studium an der Universität Ljubljana ab. Er war Mitglied des Bund der Kommunisten Jugoslawiens, 1978 wurde er Vorsitzender des Stadtrats seiner Heimatstadt Bor. Ende der 1980er Jahre gehörte er dem Parlament der SR Serbien an, 1989 wurde er Staatssekretär für Industrie und Energie, 1991 Minister für Bergbau und Energie sowie stellvertretender Ministerpräsident Serbiens.
Er war Mitglied der Sozialistischen Partei Serbiens und von 1994 bis 2000 nach Bekleidung verschiedener Ministerämter stellvertretender Ministerpräsident der Bundesrepublik Jugoslawien. Er wurde am 26. Februar 2009 vom UN-Kriegsverbrechertribunal aufgrund Verbrechen gegen die Menschlichkeit und Kriegsverbrechen im Kosovokrieg zu 22 Jahren Haft verurteilt. Das Berufungsverfahren endete 2014 mit einer Verurteilung zu einer achtzehnjährigen Gefängnisstrafe.